# アメリカハマグルマ

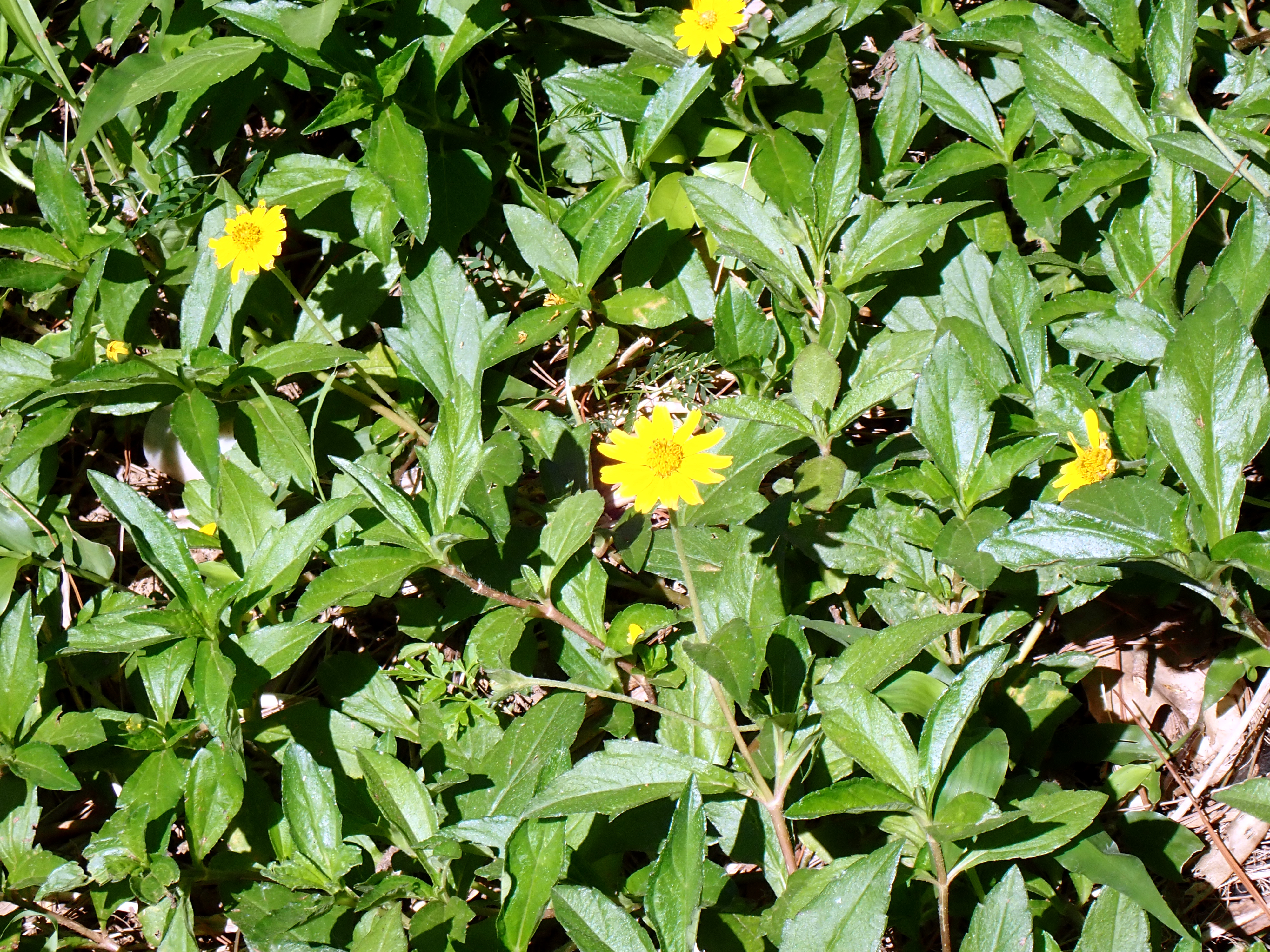
葉は浅く3裂
（2025年6月 沖縄県石垣市）

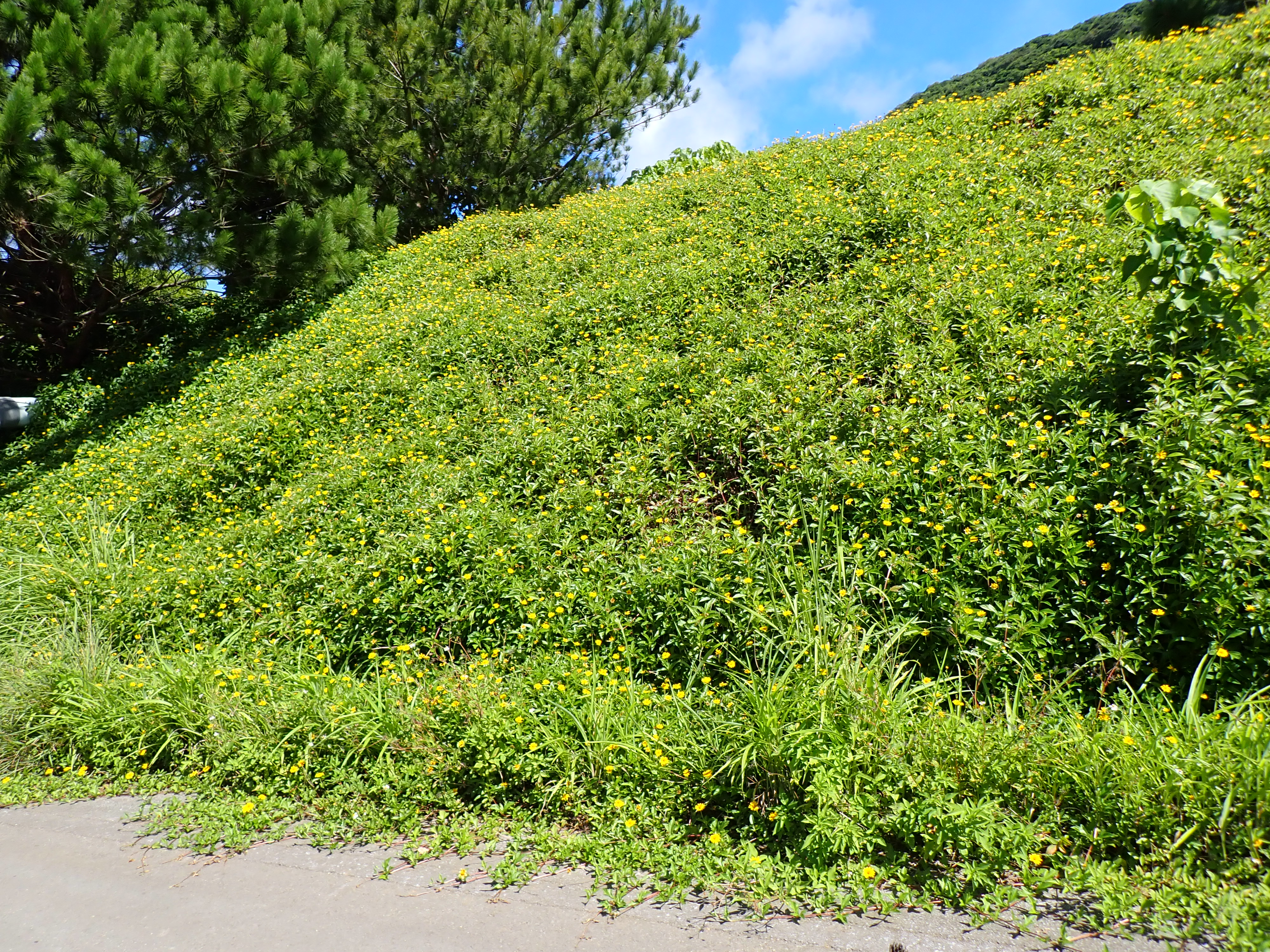
農耕地の斜面に繁茂
（2025年6月 沖縄県石垣市）

アメリカハマグルマ（学名：Sphagneticola trilobata）は、キク目・キク亜科に分類される半つる性多年草の一種。別名「ミツバハマグルマ」。園芸種として「ウェデリア」とも称される。

## 分布
中央アメリカを原産地とする。アメリカ合衆国、オーストラリア、コンゴ民主共和国、インドネシア、日本（沖縄）、太平洋諸島に帰化植物として定着している。

## 特徴
草丈40-50cm。地表を這い接地部から発根し、長さ3–5 mになる。葉は長さ4-9cmで縁辺に不規則な鋸歯があり、浅く3裂することが多い。花は長さ6–15 cmの花茎に単生する。頭花は径3–4 cm、舌状花は橙黄色で長さ13 mm×幅5 mmほど。周年開花。
熱帯から亜熱帯の森林、農耕地、海岸、河原、市街地などに生育する。

## 外来種問題
日本では1970年代から沖縄の各地に緑化植物として導入され、野生化している。世界的にはマングローブや海岸植生といった希少な自然環境に侵入し、在来種や生態系を脅かしており、侵略的な外来種となっている。また、農耕地では駆除困難で厄介な雑草とされる。
こうした悪影響から、国際自然保護連合では本種を世界の侵略的外来種ワースト100のひとつに選定している。日本でも外来生物法により「我が国の生態系等に被害を及ぼすおそれのある外来種リスト（生態系被害防止外来種リスト）」の緊急対策外来種に指定している。
刈り取った断片から発根して拡大するため、抜き取りによる防除が必要となる。